# Alpout (Göyçay)
Alpout è un comune dell'Azerbaigian situato nel distretto di Göyçay. Conta una popolazione di 2.065 abitanti.